# 河内町 (栃木県)
河内町（かわちまち）は、栃木県中央部に位置し、河内郡に属した町。2007年3月31日に上河内町とともに宇都宮市へ編入された。

## 地理
- 河川：鬼怒川、西鬼怒川、山田川

## 歴史

### 沿革
- 1889年4月1日 - 現在の白沢・岡本地区に河内郡古里村（ふるさとむら）、田原地区に同郡田原村（たわらむら）が発足する。
- 1955年4月1日 - 古里村、田原村が合併し、河内村が誕生する。
- 1966年4月1日 - 町制施行、河内町となる。
- 1990年6月1日 - 宇都宮市と境界変更。
- 1995年6月1日 - 河内郡上河内町と境界変更。
- 2001年7月1日 - 河内郡上河内町と境界変更。
- 2006年2月1日 - 河内郡上河内町と境界変更。
- 2007年3月31日 - 宇都宮市へ上河内町と共に編入合併する。

## 行政
- 町長：手塚照夫（2006年6月9日から）

## 地域

### 教育
- 河内町（宇都宮市）立河内中学校
- 河内町（宇都宮市）立田原中学校
- 河内町（宇都宮市）立古里中学校
- 河内町（宇都宮市）立岡本小学校
- 河内町（宇都宮市）立岡本北小学校
- 河内町（宇都宮市）立岡本西小学校
- 河内町（宇都宮市）立白沢小学校
- 河内町（宇都宮市）立田原小学校
- 河内町（宇都宮市）立田原西小学校

## 交通

### 鉄道路線
- 東日本旅客鉄道（JR東日本）
  - 宇都宮線（東北本線）：岡本駅

### 道路
- 一般国道
  - 国道4号
- 県道
  - 栃木県道63号藤原宇都宮線
  - 栃木県道64号宇都宮向田線
  - 栃木県道73号宇都宮河内線
  - 栃木県道125号氏家宇都宮線
  - 栃木県道157号下岡本上戸祭線
  - 栃木県道158号下岡本上三川線
  - 栃木県道159号小林逆面線
  - 栃木県道239号河内上河内線

### バス
- 関東自動車
  - 宝木団地 - 細谷車庫 - 作新学院 - 東武駅前 - JR宇都宮駅 - 海道町 - 白沢河原
  - 細谷 - 作新 - 東武駅前 - JR宇都宮駅 - 海道町 - 白沢河原
  - 宝木団地 - 作新 - 東武駅前 - JR宇都宮駅 - 奈坪台
  - 宝木団地 - 作新 - 東武駅前 - JR宇都宮駅 - 奈坪台 - 白沢河原
  - 宝木団地 - 作新 - 東武駅前 - JR宇都宮駅 - 海道町 - 釜井台団地
  - 駒生営業所 - 作新 - 東武駅前 - JR宇都宮駅 - 田原 - 今里 - 大宮 - 原荻の目 - 玉生車庫
  - 駒生 - 作新 - 東武駅前 - JR宇都宮駅 - 田原 - 宇都宮グリーンタウン
  - 駒生 - 作新 - 東武駅前 - JR宇都宮駅 - 宝井 - 宇都宮グリーンタウン
- 東野交通
  - 宇都宮東武 - JR宇都宮駅 - 松下電器 - JR岡本駅 - 和久
  - 宇都宮東武 - JR宇都宮駅 - 松下 - JR岡本駅 - 岡本台病院
  - 宇都宮東武 - JR宇都宮駅 - 松下 - JR氏家駅 - 喜連川 - 馬頭車庫
  - 宇都宮東武 - JR宇都宮駅 - 松下 - 上阿久津 - JR氏家駅 - 喜連川温泉
  - 宇都宮東武 - JR宇都宮駅 - 松下 - 宝積寺 - 杉山
  - 宇都宮東武JR - 宇都宮駅 - 松下 - JR宝積寺駅 - 元気あっぷむら - 杉山
- 上河内代替バス「ユッピー号」（関東自動車が受託運行）
  - 上河内地域交流館（梵天の湯） - 上河内町役場 - 下ヶ橋 - 白沢宿 - 河内町役場

## 名所・旧跡

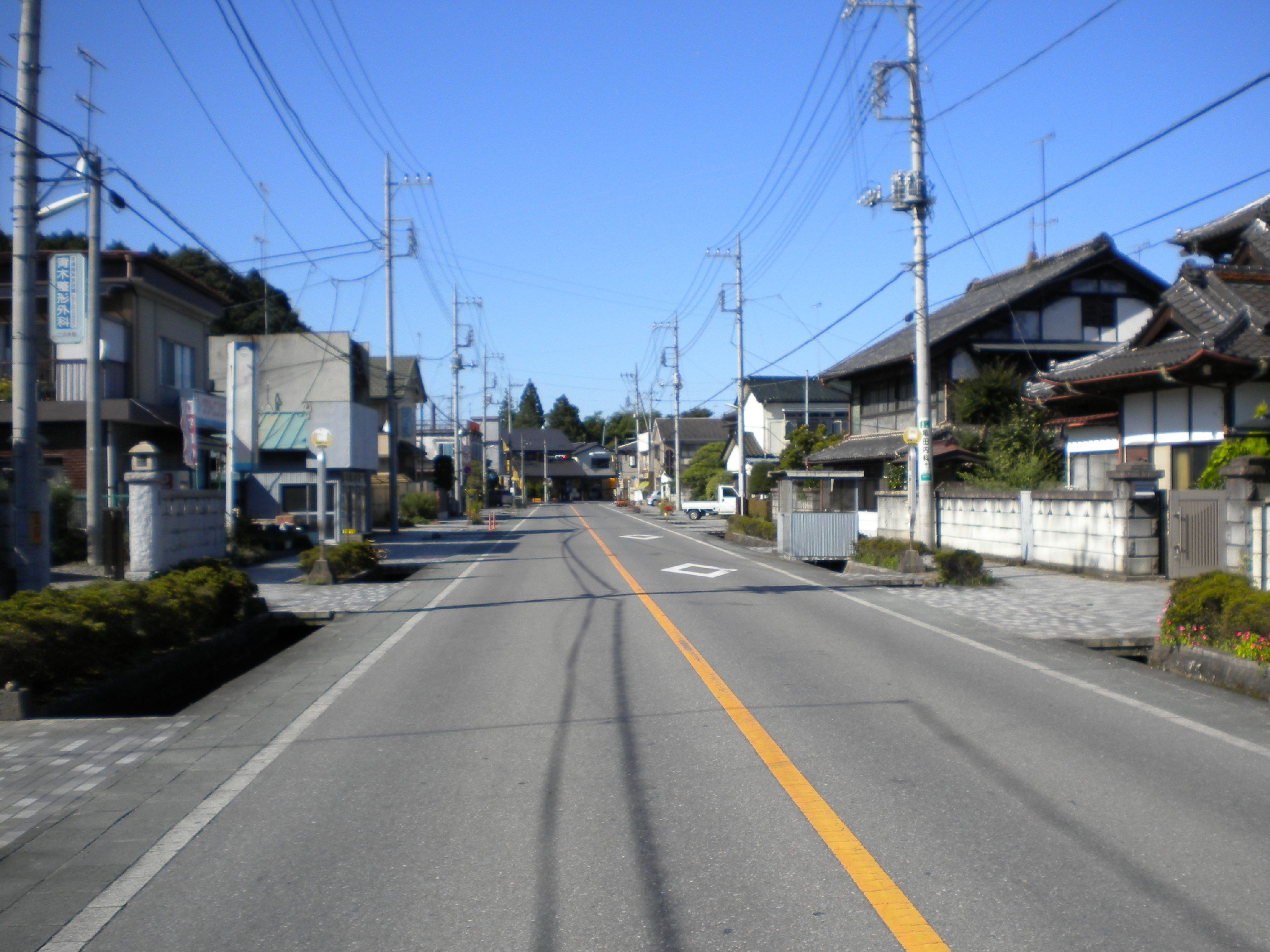
白沢宿

- 岡本城
- 岡本家住宅
- 白沢宿
- 白髭神社

## 出身有名人
- 渡辺敏之（元東北放送アナウンサー、ラジオパーソナリティ）
- 浜崎貴司（フライングキッズミュージシャン）
- 井上マー（お笑いタレント）
- 笠井香織（女子サッカー）
- 手塚貴子（女子サッカー）
- 鮫島彩 (ロンドンオリンピック女子サッカー銀メダル）